# Трејнспотинг (филм)
Трејнспотинг (енгл. Trainspotting) је британски филм из 1996. године, режисера Денија Бојла снимљен по истоименом роману Ирвина Велша. У главним улогама су Јуан Макгрегор, Јуен Бремнер, Џони Ли Милер, Кевин Макид, Роберт Карлајл и Кели Макдоналд. Филм је реализован у Уједињеном Краљевству 23. фебруара 1996. године.
Радња се одвија 1980-их у сиромашном делу Единбурга и прати групу зависника од хероина. Поред зависности од дроге, остале теме које филм обрађује су откривање урбаног сиромаштва и беде у Единбургу.
Критичари и публика су добро прихватили филм који је био номинован за награде Оскар и БАФТА у категорији Најбољи адаптирани сценарио. Филм се пласирао на десето место листе најбољих британских филмова свих времена по избору Британског филмског института.
2004. године проглашен је за најбољи Шкотски филм свих времена. Наставак, Трејнспотинг 2, премијерно је приказан 22. јануара 2017. године.

## Радња
26-годишњи Марк Рентон је незапослени зависник од хероина, који живи са својим родитељима у предграђу Единбурга, у Шкотској. Редовно учествује у уживању дроге са својим пријатељима: Сајмоном „Сик Бојем” Вилијамсоном, подмуклим женскарошем и обожаваоцем Џејмса Бонда; Данијелом „Спадом” Мерфијем, послушним самопоузданим преварантом; и Свонијем, њиховим дилером. Рентона на опасност од дроге упозоравају његови други пријатељи који не користе дрогу, Франсис „Франко” Бегби, агресивни психопата, и Томи Макензи, фудбалер. Умарајући се од свог немарног стила живота, Рентон покушава да се одвикне од хероина користећи супозиторије опијума, које му даје дилер Мики Форестер. У једном ноћном клубу, Рентон примећује да је престанак узимања хероина повећао његов либидо. Он се набацује девојци Дајани Кулстон и они одлазе до стана њених родитеља, где имају секс, а следећег јутра бива ужаснут сазнањем да она још није пунолетна. Дајана користи то као претњу Рентону и њих двоје настављају своју везу.
Након неколико неуспешних покушаја да се реинтегришу у друштву, Рентон, Сик Бој и Спад се враћају коришћењу хероина. Томи се такође упушта у уживање ове дроге, након пада у депресију пошто га је оставила девојка. Чак и након непажњом изазване смрти бебе Дон, ћерке Сик Боја и његове девојке, они не одлучују да се опораве. Касније, Рентон, Сик Бој и Спад бивају ухваћени због крађе из продавнице; Рентон и Спад су ухапшени, а Сик Бој једва успе да побегне полицији, трчећи низ улицу. Спад добија затворску казну у трајању од шест месеци, док Рентон избегава затвор, улазећи у програм рехабилитације од дроге. Рентон не могући да издржи ово, скоро умире од предозирања у Свонијевој кући. Након повратка кући из болнице, његови родитељи га закључавају у соби и забрањују му коришћење икакве дроге. После тешког периода без узимања дроге, Рентон је пуштен под условом да уради ХИВ/АИДС тест. Упркос многим годинама дељења шприца са другим зависницима, његов тест доказује да је негативан.
Рентон је сада чист, али живот му постаје досадан и бесмислен. Иде у посету Томију, који је сада озбиљан зависник од хероина и тестирао се као ХИВ-позитиван. На Дајанин савет, Рентон се сели у Лондон и запошљава се као агент за некретнине. Почиње да ужива у свом новом трезвеном животу и дописује се са Дајаном, која му пише о догађајима код куће. Међутим, на Рентоново огорчење, Бегби, кога полиција тражи због оружане пљачке, проналази га и привремено се усељава код њега. Њима се ускоро придружује и Сик Бој, сада макро и дилер дроге. Бегби и Сик Бој касније нападају два Рентонова клијента, због чега он губи свој посао и њих тројица се враћају у Единбург на Томијеву сахрану, који је умро од токсоплазмозе повезане са сидом.
Након сахране, Сик Бој пита Рентона, Бегбија и Спада (који је недавно пуштен из затвора), да му помогну у куповини два килограма хероина за 4.000 фунти, како би је касније препродали по вишој цени. Рентон невољно покрива већину трошка и група се враћа у Лондон, где продају хероин значајном дилеру за 16.000 фунти. Док прослављају продају у пабу, Рентон потајно говори Спаду да би обојица могли да узму новац и побегну, али Спад, који се плаши Бегбија и лојалан му је, одбија. Међутим, Сик Бој говори да би радо то учинио, након чега Бегби брутално пребија једног човека, након мањег сукоба. Рентон закључује да су Бегби и Сик Бој непредвидиви и да им се не може веровати, па док остали спавају, он узима торбу са новцем и одлази. Спад је међутим будан и гледа га, али не упозорава остале. Рентон оставља 4.000 фунти у сефу за чување вредности за Спада, који „никада није повредио икога”. Ујутру, Бегби открива да су Рентон и новац нестали и бесан уништава хотелску собу, у којој су њих четворица одсели, због чега долази полиција и хапси га, док Спад и Сик Бој одлазе одатле. Док Спад узима новац који му је остављен, Рентон иде према својој будућности, коначно „бирајући живот.”

## Улоге
| Глумац          | Улога                       |
| --------------- | --------------------------- |
| Јуан Макгрегор  | Марк „Рент Бој” Рентон      |
| Јуен Бремнер    | Данијел „Спад” Мерфи        |
| Џони Ли Милер   | Сајмон „Сик Бој” Вилијамсон |
| Роберт Карлајл  | Франсис „Франко” Бегби      |
| Кевин Макид     | Томас „Томи” Макензи        |
| Кели Макдоналд  | Дајана Кулстон              |
| Ирвин Велш      | Мајки Форестер              |
| Питер Малан     | Свони „Мајка настојница”    |
| Џејмс Козмо     | Дејви Рентон                |
| Ширли Хендерсон | Гејл Хјустон                |